# Katarina Due-Boje
Katarina Marie Due-Boje (* 16. April 1958 in Halmstad) ist eine ehemalige schwedische Squashspielerin.

## Karriere
Katarina Due-Boje war in den 1970er- und 1980er-Jahren als Squashspielerin aktiv. Als Juniorenspielerin gewann sie 1977 in der höchsten Altersklasse die British Junior Open. Mit der schwedischen Nationalmannschaft nahm sie 1979 an der Weltmeisterschaft teil und belegte mit ihr den fünften Platz. 1979 stand sie auch im Hauptfeld der Weltmeisterschaft im Einzel und erreichte die zweite Runde, in der sie gegen Lyle Hubinger in drei Sätzen ausschied. Due-Boje gewann in den Jahren 1976, 1977, 1979 und 1980 die schwedischen Landesmeisterschaften.

## Erfolge
- Schwedische Meisterin: 4 Titel (1976, 1977, 1979, 1980)